# Quentalia subrubicunda
Quentalia subrubicunda är en fjärilsart som beskrevs av Paul Dognin 1922. Quentalia subrubicunda ingår i släktet Quentalia och familjen silkesspinnare. Inga underarter finns listade.